# 興福庄建塚紀念碑

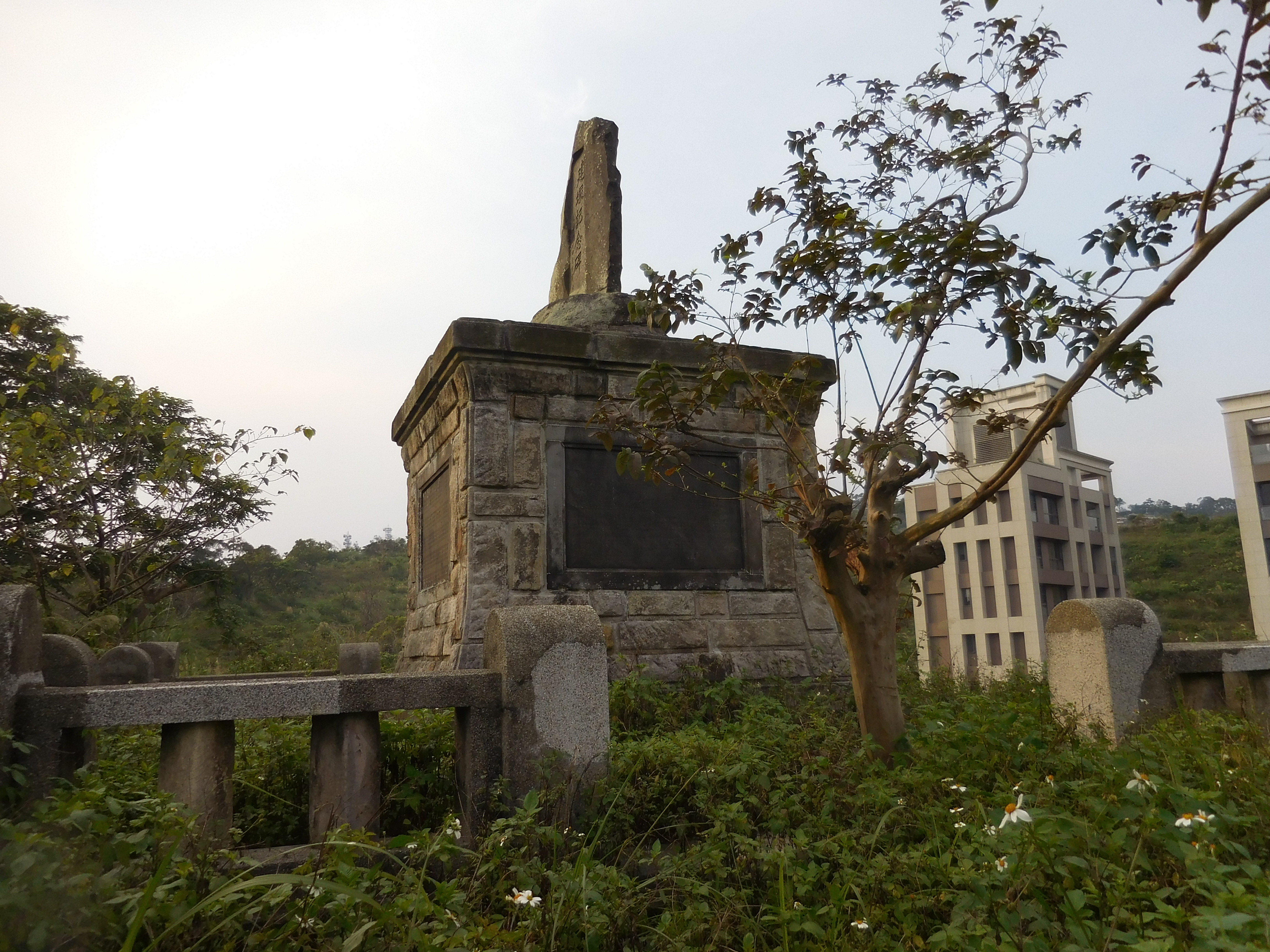
紀念碑側面

興福庄建塚紀念碑，約建於1929年，頂碑背面碑文由倪希昶紀錄於1929年（昭和四年），由臺灣正米市場、大稻埕永樂會、陳天來、辜顯榮、林柏壽與許丙等多位北市的鄉紳商戶集資購買興福庄與大直庄之兩處土地一事。兩處坡地一南一北，合計規模約三十多甲，專供古亭與萬華地區窮苦人家安葬用。紀念碑屬於日治時代型態，頂碑為天然石，基座則四面皆嵌入刻錄捐款芳名錄的觀音山石碑，於2008年9月15日登錄為臺北市市定古蹟。

## 本文
頂碑正面
-{
| “ | 建塚記念碑 臺北市尹增田秀吉書 | ” |

頂碑背面
| “ | 此地之建塔為供臺地市民便嗣自昭和四年春同志發起得成于事准捐金三萬圓至本年三月募齊 獻於市當局購地置塚修道建亭 擬置墓地五十甲先買市內大直庄及文山郡興福庄計三十餘甲 餘款存市以備更買 此事纔告厥成實由市內諸大家熱心公德咸樂贊襄尤幸市當局輿緒成法從此澤及枯骨矣 援記其事以昭來許 昭和五年歲次庚午四月一日 倪希昶撰並書 | ” |

}-